# Czynności konkludentne
Czynności konkludentne (czynności dorozumiane) – rodzaj czynności procesowych, komunikowanie przez samo zachowanie, które w konkretnej sytuacji wskazuje na istotę czynności.